# Rex Walters
Pour les articles homonymes, voir Walters.
Rex Walters, né le 12 mars 1970, à Omaha, au Nebraska, est un joueur et entraîneur américain de basket-ball. Il évoluait au poste d'arrière.

## Biographie
En novembre 2020, Walters est nommé entraîneur adjoint de l'équipe NBA des Pelicans de La Nouvelle-Orléans.
Il devient entraîneur adjoint des Hornets de Charlotte en août 2022.